# Nicholas Erasmus Golovin
Nicholas Erasmus Golovin (* 1. März 1912 in Odessa; † 27. April 1969 in Washington, D.C.) war ein US-amerikanischer theoretischer Physiker und Regierungsbeamter.

## Leben
Nicholas Erasmus Golovin wurde am 1. März 1912 im damals russischen Odessa geboren. Er immigrierte 1923 in die Vereinigten Staaten.  In den Jahren von 1933 bis 1936 erwarb an der Columbia University in New York einen Bachelor-Abschluss in Mathematik und einen Master-Abschluss in mathematischer Physik und später 1955 einen Doktortitel in theoretischer Physik.
Golovin war nach seinem Master-Abschluss zunächst als Statistiker by Macy’s tätig, arbeitete aber ab 1943 in mehreren Positionen für die Regierung. Von 1949 bis 1958 hatte er Leitungspositionen am National Institute of Standards and Technology inne, anschließend war er Chefwissenschaftler am Testgelände White Sands Missile Range, wechselte 1959 zur Defense Advanced Research Projects Agency und arbeitete in Leitungspositionen bei der NASA. Ab 1962 war er Berater für Luft- und Raumfahrt am Weißen Haus. 1968 nahm er dort seinen Abschied, um eine Forschungstätigkeit an der Harvard University und an der Denkfabrik Brookings Institution aufzunehmen.
Als Vertreter des President’s Science Advisory Committee (PSAC) opponierte Golovin zusammen mit Jerome Wiesner gegen den Plan der NASA, bei der Mondlandung die Rendevouz-Technik im Mondorbit zu verwenden. Das PSAC hielt direkte Flüge oder eine Rendevouz-Technik im Erdorbit für weniger riskant, konnte sich aber nicht gegen die Planungen der NASA durchsetzen. Im November 1962 beauftragte die NASA die Konstruktion des Landemoduls.
Nicholas Erasmus Golovin war dreimal verheiratet, er starb am 27. April 1969, zirka drei Monate vor der erfolgreichen, ersten bemannten Mondlandung durch die Apollo 11-Mission.
Im Jahre 1970 benannte die IAU den Mondkrater Golovin offiziell nach Nicholas Erasmus Golovin.